# Assedio di Nizza (1543)
L'assedio di Nizza ebbe luogo nel 1543 e si può inserire all'interno di quella che fu definita la settima guerra d'Italia (1542-1546).
Il re di Francia Francesco I, alleato dal 1536 con il sultano ottomano Solimano il Magnifico, ordinò di impossessarsi della città di Nizza, allora parte del Ducato di Savoia, non rispettando la sua dichiarazione del 10 settembre 1523 con la quale prometteva di "rinunciare in maniera solenne a qualsiasi diritto che la corona di Francia possa reclamare su Nizza".

## L'assedio

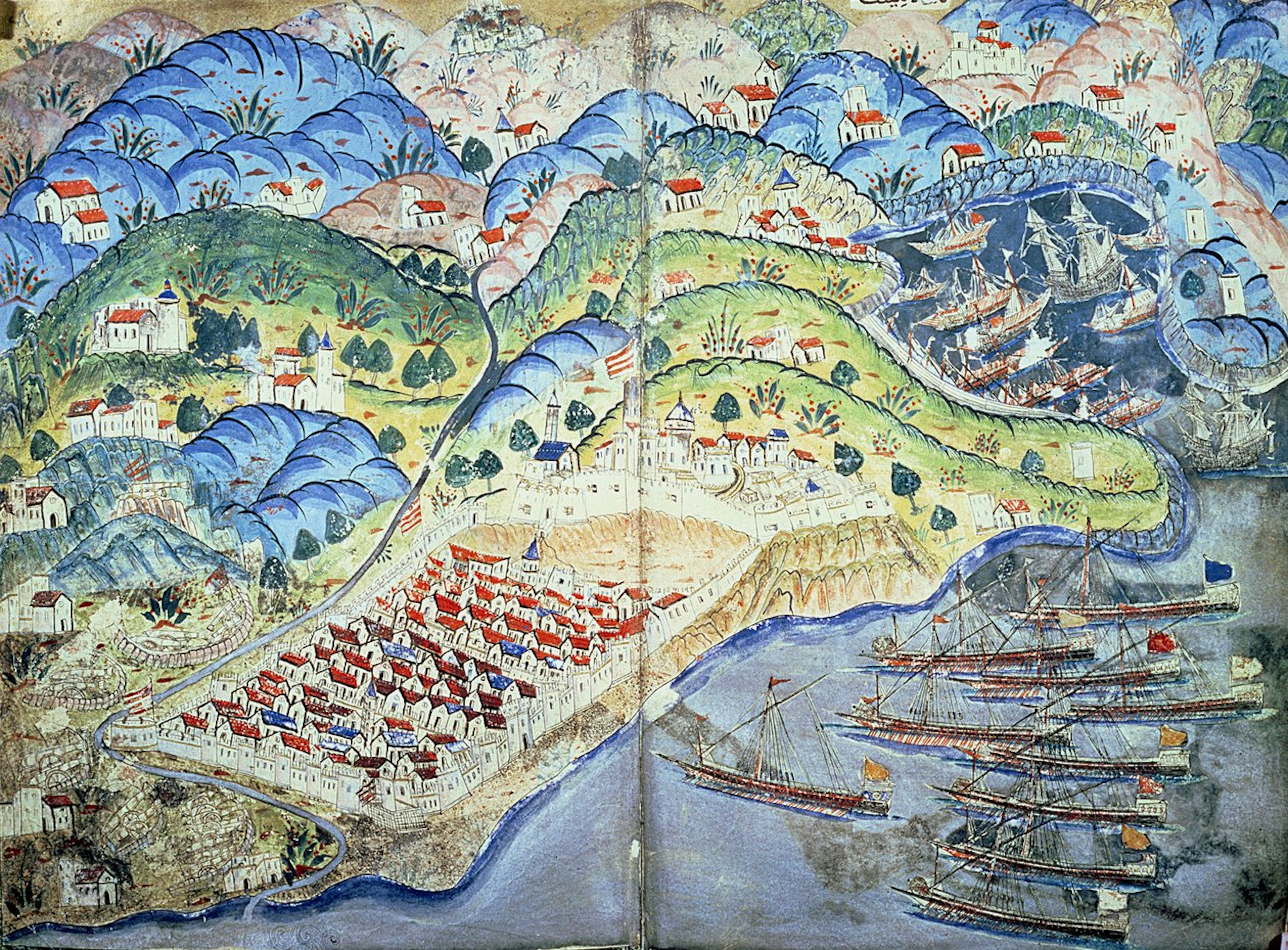
Rappresentazione ottomana dell'assedio di Nizza (Matrakçı Nasuh, XVI secolo)

La flotta franco-ottomana, proveniente da Marsiglia, arrivò nella baia di Villafranca il 5 agosto 1543. Essa era composta da 120 galee della Sublime porta, comandate dal noto corsaro Khayr al-Din Barbarossa e da 22 galere, 4 maone e 40 fregate francesi.
I capi della flotta avanzarono una proposta di resa alla città ma questa venne rifiutata.
I primi combattimenti, tra le truppe delle milizie urbane e l'avanguardia franco-ottomana, ebbero luogo il 7 agosto nella piana detta del Riquier. La milizia fu respinta e dunque gli assedianti installarono le loro batterie intorno all'attuale Vecchia Nizza, che corrisponde all'estensione della città dell'epoca. Il 10 agosto arrivarono via terra i rinforzi francesi.

Il bombardamento della città e della cinta muraria cominciò incessante e il 12 agosto gli assedianti tentarono un primo assalto che però fu respinto.
Il 15 agosto, dopo che fu aperta una breccia nelle mura, fu dato l'assalto generale contro i bastioni nord, nell'attuale zona di Place Garibaldi. Gli assalitori, quasi tutti mercenari toscani e soldati ottomani furono però nuovamente respinti. È in queste circostanze che la tradizione riporta due accadimenti importanti: l'apparizione della vergine Maria e l'intervento di Caterina Segurana, una lavandaia che galvanizzò gli assediati.

A seguito del fallito assalto cominciarono le prime diserzioni tra gli assedianti mentre Carlo II di Savoia e il luogotenente di Carlo V, il marchese Alfonso III d'Avalos, preparavano un'armata di soccorso che cominciò a radunarsi a Sospello il 14 agosto.

Il bombardamento della città continuò con lo stesso vigore precedente e due nuove brecce furono aperte nei bastioni nord-ovest (in corrispondenza con le attuali place Saint-François e rue du Pont-Vieux). A quel punto la città decise di capitolare al contrario della cittadella che invece continuò a resistere.

L'intera popolazione della città fu evacuata sotto la protezione francese, con grande delusione dei turchi che speravano di ottenere dalla capitolazione una gran quantità di schiavi.

Le bocche da fuoco furono quindi indirizzate contro la cittadella, detta "Il castello", che fu oggetto di un intenso bombardamento.

Il 19 agosto una parte del contingente ottomano condusse una razzia nella valle del Paillon arrivando fino a minacciare Sospello. Durante questa spedizione furono fatti dai 500 ai 1500 prigionieri che vennero inviati in Oriente ma liberati dalla flotta spagnola al largo della Sardegna.

Durante l'assedio Gian Battista Grimaldi, alleato degli assedianti, tentò di impossessarsi delle alti valli del Varo e della Tinea mentre le truppe del duca di Savoia presidiavano le valli della Vesubia e del Roya.

Il 7 settembre fu annunciato l'arrivo dell'armata di soccorso, sotto il doppio comando di Carlo II di Savoia e del Marchese Alfonso III d'Avalos, via terra e via mare, trasportata dalle navi al comando di Andrea Doria.

Gli assedianti levarono l'assedio alla cittadella tra l'8 e il 9 settembre 1543, incendiando e razziando la città.

La flotta ottomana restò tuttavia all'ancora presso le isole di Lerino fino al 25 settembre, quando ripiegò su Tolone, base che Francesco I aveva concesso ai Turchi.

Progressivamente le truppe ducali ripresero il controllo di tutto il territorio, mentre una dura repressione si abbatté sui nizzardi che avevano collaborato con i francesi.

## Le conseguenze
La difesa del territorio nizzardo fu oggetto di una maggiore attenzione da parte del duca e fu presa la decisione di procedere ad una fortificazione del litorale con la costruzione di 3 nuove fortificazioni (il forte di Monte Albano, la cittadella di Villafranca e il forte del Santo Ospizio) nonché al potenziamento della cittadella di Nizza che aveva dimostrato la bontà del suo progetto ma che necessitava di essere ammodernata.